# Mashallah
Nell'Islam, l'espressione ma šāʾ Allāh (in arabo مَا شَاءَ ٱللَّٰهُ‎?, ovvero 'Come/ciò che Dio ha voluto') esprime sorpresa, rispetto, gratitudine e gioia per le azioni o i successi di qualcun altro (quali un buon voto, la nascita di un figlio ecc.). 
Proveniente dal Corano, la locuzione (letteralmente 'quello che Allah ha voluto'), assai diffusa nel mondo arabo, è radicata specie nelle regioni a tradizione islamica (persiana, turca, bosniaca, indonesiana ecc.).
Inoltre, questa può valere anche un'esclamazione di ammirazione (quando colpiti da qualcosa di bello) o di auspicio (contro il malocchio o per contenere un'eventuale invidia).

## Espressioni simili in arabo
- Inshallah, ovvero 'Come Dio vorrà' / 'Se Dio vorrà'.
- Law sā' Allāh, ovvero 'Se Dio volesse' (usata per esprimere un desiderio).